# WJZI
WJZI (93.3 FM) est une station de radio de format Smooth jazz basée à Milwaukee, dans l’État américain du Wisconsin. Elle appartient à Shamrock Communications, mais est une partie de la Milwaukee Radio Alliance, tout comme WLUM-FM et WMCS.

## Histoire
La station est fondée en 1958 sous le nom de WQFM. Sa programmation est alors orientée dans le rock, et, dans ce domaine, elle acquiert une certaine domination sur les radios rock locales, et ce durant une décennie. Elle est alors en compétition avec WJMR-FM jusqu’en 1979, et avec WQBW-FM jusqu’en 1983.  Le règne de WQFRM s’arrête en 1986 lorsque WHQG-FM, devenue Laser 103, abandonne son format Country Music pour se convertir au hard-rock. La nouvelle radio et son programme matinal dominent désormais la scène rock de la ville. WQFM tente alors de rivaliser avec le nouveau venu. Mais plusieurs talents de WQFM rejoignent  la station concurrente. Elle se lance alors dans un format hard-rock, puis passe à un rock plus adulte en 1992, avant de revenir au hard-rock. Après des années de décisions bâclées et d’audiences médiocres, les propriétaires de la radio changent le format en mars 1996 et renomment la station WJZI. Désormais, la programmation est centrée sur le smooth jazz. En 2005 cette radio atteint la 9e place à Milwaukee en termes d’auditeurs, puis la septième en 2006.
WJZI est le sponsor de Jazz in the Park, une série de concerts estivaux se déroulant au Cathedral Square Park, dans le centre de Milwaukee.